# جولیا (کشتی‌گیر)
ایمی گلوریا ماتسودو (به ژاپنی: 松戸グロリア英美؛ به انگلیسی: Eimi Gloria Matsudo؛ زاده ۲۱ فوریه ۱۹۹۴) که بیش‌تر با نام جولیا (به ژاپنی: ジュリア؛ به انگلیسی: Giulia) شناخته می‌شود، کشتی‌گیر حرفه‌ای ایتالیایی-ژاپنی متولد انگلیس است. او در حال حاضر با دبلیودبلیوئی قرارداد دارد و در برند اسمک‌داون فعالیت می‌کند و قهرمان کنونی عنوان قهرمانی زنان ایالات متحده است. او همچنین یک بار قهرمان زنان ان‌اکس‌تی بوده است.
ماتسودو بیشتر بخاطر حضورش در پروموشن ژاپنی تمام زنانه استاردوم از سال ۲۰۱۹ تا ۲۰۲۴ شناخته می‌شود؛ جایی که او یک بار قهرمان عنوان جهانی این شرکت و یک بار قهرمان عنوان تگ تیم شده بود و جایزه بهترین کشتی‌گیر سال ژاپن از دیدگاه رسانه توکیو اسپورتز را در سال ۲۰۲۰ دریافت کرد. با توجه به همکاری استاردوم و ان‌جی‌پی‌دبلیو، او در این پروموشن نیز فعالیت داشت و یک بار قهرمان عنوان زنان برند استرانگ این پروموشن بود.